# DEN 0255-4700
DEN 0255-4700は、エリダヌス座に存在する褐色矮星である。地球からの距離は16.2光年（4.97パーセク）。褐色矮星の中ではWISE J104915.57-531906.1の次に近くL型褐色矮星の中では一番近い、孤立したL型褐色矮星である。一番暗い褐色矮星でもあり、実視域の絶対等級の測定では24.4である。

## 観測の歴史
DENIS 0255-4700は1999年に初めて天体として発見された。2006年、RECONSの年周視差の測定により太陽系に近いことが明らかになった。旋回速度は比較的小さく、27.0 ± 0.5km/sである。

## 特徴
DENIS 0255-4700の表面温度は1500Kと推定されている。大気には水素やヘリウムに加え、水蒸気やメタン、アンモニアなどが存在すると推定されている。また、カリウム、セシウム、ルビジウムなども存在するとされている。。質量は木星質量の約25から65倍で、年齢は3億から100億歳と推定されている。